# 一氟化碘
一氟化碘是化学式为IF的化合物，是互卤化物的一种。一氟化碘在常温下不稳定。

## 性质
一氟化碘是白色粉末，在−78 °C以下稳定；在−14 °C以上，则歧化为碘和五氟化碘：
{\displaystyle \mathrm {5\;IF\longrightarrow 2\;I_{2}+IF_{5}} }
像任何其它互卤化物一样，一氟化碘能与水反应，生成氟化氢以及次碘酸：
{\displaystyle \mathrm {IF+H_{2}O\longrightarrow HF+HOI} }
它和氮化硼在−30 °C的三氯氟甲烷里反应，可以产生纯NI3：
BN + 3 IF → NI3 + BF3
它是所有互卤化物中最不稳定的一个，所以要想精确测量它的物理性质是不可能的。

## 制备
在低温下，可以由碘与氟直接化合来制得一氟化碘：
{\displaystyle \mathrm {I_{2}+F_{2}\longrightarrow 2\;IF} }
尽管如此，这个反应的产率很低，会生成大量的副产物三氟化碘和五氟化碘。纯的一氟化碘至今无法制得。因此，它的大部分性质都是未知的。它有可能具有聚合物结构。